# Hulagu Cã
Hulagu Cã (também conhecido como Hülegü, Hulegu e Halaku) (1217; 8 de Fevereiro de 1265) era um imperador mongol que conquistou muito do sudoeste asiático. Neto de Gengis Cã e irmão de Arigue Buga, Mangu e Cublai, ele se tornou o primeiro cã (imperador mongol) do Ilcanato.

## Vida

### Conquistas
Estabeleceu sua capital em Tabriz, uma cidade que na época pertencia à Armênia e, de lá, terminou as conquistas. Em 1256, iniciou a conquista da Pérsia, destruindo a Ordem dos Assassinos. Dois anos mais tarde suas tropas destruíram Bagdá, pondo um fim ao Califado Abássida. Em seguida entrou em atrito com o Sultanato Mameluco do Cairo, invadindo a Síria, em 1259. No mesmo ano, seu irmão Mangu, o cã na época, faleceu na Mongólia, e isso abre uma disputa sucessória entre seus irmãos Arigue Buga e Cublai, vencida 4 anos mais tarde pelo último. 
Em 1260, quando soube que Cublai havia sido escolhido o novo grão cã, reafirmou sua posição de imperador na Pérsia e tornou-se um grande súdito e aliado do irmão. Por ter-se envolvido com as disputas sucessórias de seus irmãos, Hulagu deixou forças mínimas na Síria, sob o cuidado de seu general Quitebuga. Isto se tornou de conhecimento dos mamelucos, que o venceram na Batalha de Aim Jalute e em seguida o expulsaram da Síria e Palestina. Hulagu não foi capaz de vingar sua derrota em Aim Jalute, e a fronteira oeste de seus domínios ficou confinada ao atual Iraque.

### Guerra contra Berque
Em 1262, o Canato da Pérsia enfrentou um grande problema na fronteira norte. Berque, cã da Horda de Ouro, muçulmano, ficou enfurecido com a destruição do Califado Abássida. O próprio fez uma aliança com os mamelucos e havia apoiado Arigue Buga para suceder Mangu, enquanto que Hulagu apoiou Cublai. Sob a liderança de Nogai (que em 1259 liderou um novo ataque mongol contra Lituânia e Polônia), as tropas da Horda de Ouro invadiram o Cáucaso e Hulagu teve de desviar muitas de suas forças para conter Berque, dessa forma não podendo vingar sua derrota em Aim Jalute. A guerra, inconclusiva para os dois lados, durou até 1266, e em meio a ela Hulagu e Berque morreram. O primeiro em 1265 e o segundo em 1266. Hulagu foi sucedido por seu filho Abaca.